# Notation (jeu vidéo)
Pour les articles homonymes, voir Notation.
La notation des jeux vidéo consiste à marquer la qualité d'un jeu vidéo en lui attribuant une valeur chiffrée, la note, généralement lors d'un test par des testeurs professionnels et la presse spécialisée. Les notations existent depuis le début de l'histoire du jeu vidéo à la fin des années 1970.
Bien qu'ayant une part de subjectivité, à la façon des notations de sports artistiques, la notation des jeux vidéo est  basé sur un ensemble de critères préétablis prenant en compte:
- la jouabilité ou Gameplay,
- la durée de vie,
- le scénario, synopsis, l'histoire,
- la musique,
- la réalisation technique,
- la réalisation graphique.

Le jeu vidéo étant un produit technologique, la notation prend en compte l'époque de sortie et la génération du support (Console, etc.)
Les conséquences des notes sur le succès commercial d'un jeu restent débattues.